# Réduit (Maurice)
Réduit ou Le Réduit est une banlieue mauricienne de Moka,  située au centre de l'île principale, au sud de Port-Louis.

## Administration d'État
C'est ici que se trouve le château du Réduit (en), siège de la présidence de la République, ancienne résidence du gouverneur du Colonial Office du temps de l'administration britannique.

## Enseignement
Aujourd'hui la localité abrite de prestigieux établissements d'enseignement, comme l'université de Maurice, le Mauritius Institute of Education ou encore l'Institut de la francophonie pour l'entrepreneuriat.

## Sports
Elle a accueilli les jeux des îles de l'océan Indien en 2003 et les championnats africains junior d'athlétisme.